# Финал Кубка Стэнли 2013
Финал Кубка Стэнли 2013 — решающая серия розыгрыша плей-офф Кубка Стэнли в сезоне Национальной хоккейной лиги 2012/2013 годов. В финале участвовали чемпионы Восточной конференции Бостон Брюинз и Западной Чикаго Блэкхокс. Серия стартовала 12 июня матчем на площадке «Ястребов». Для «Бостона» это девятнадцатый финал в истории. На своём счету «Медведи» имеют шесть Кубков Стэнли, последний из которых был выигран в 2011 году. «Чикаго» участвовали в финальной серии в двенадцатый раз и уже имеют четыре Кубка Стэнли, последний из которых был выигран в 2010 году. Это первая встреча команд «Оригинальной шестёрки» в финале с 1979 года. Также это первая встреча в сезоне команд Восточной и Западной конференций. Чикаго Блэкхокс выиграло серию со счётом 4—2. Обладателем Конн Смайт Трофи стал Патрик Кейн.

## Путь к финалу
| Западная конференция   |          |                    |            |                                        |
| Стадия                 | Соперник | Соперник           | Общий счёт | Результаты игр                         |
| 1/4 финала конференции | 8        | Миннесота Уайлд    | 4 : 1      | 2:1 (ОТ), 5:2, 2:3 (ОТ), 3:0, 5:1      |
| 1/2 финала конференции | 7        | Детройт Ред Уингз  | 4 : 3      | 4:1, 1:4, 1:3, 0:2, 4:1, 4:3, 2:1 (ОТ) |
| финал конференции      | 5        | Лос-Анджелес Кингз | 4 : 1      | 2:1, 4:2, 1:3, 3:2, 4:3 (2ОТ)          |

| Восточная конференция  |          |                    |            |                                             |
| Стадия                 | Соперник | Соперник           | Общий счёт | Результаты игр                              |
| 1/4 финала конференции | 5        | Торонто Мейпл Лифс | 4 : 3      | 4:1, 2:4, 5:2, 4:3 (ОТ), 1:2, 1:2, 5:4 (ОТ) |
| 1/2 финала конференции | 6        | Нью-Йорк Рейнджерс | 4 : 1      | 3:2 (ОТ), 5:2, 2:1, 4:3 (ОТ), 3:1           |
| финал конференции      | 1        | Питтсбург Пингвинз | 4 : 0      | 3:0, 6:1, 2:1 (2ОТ), 1:0                    |

### Чикаго Блэкхокс
Укороченный сезон «Ястребы» начали с рекордной серии без поражений в основное время (24 матча). По итогам 48 матчей регулярного чемпионата, «Чикаго» набрало 77 очков, выиграв Центральный дивизион, Западную конференцию и Президентский Кубок. В первом раунде плей-офф «Блэкхокс» уверенно обыграли Миннесоту Уайл в пяти матчах. Во втором раунде, проигрывая в серии 1—3 «Детройту», хоккеисты из Чикаго сравняли счет и выиграли решающую игру в овертайме. В финале Западной конференции в пяти матчах обыграли прошлогоднего чемпиона — Лос-Анджелес Кингз.

### Бостон Брюинз
«Медведи» закончили регулярный чемпионат на четвёртом месте в Восточной конференции с 62 очками, уступив на 1 очко первенство в Северо-восточном дивизионе Монреаль Канадиенс. В первом раунде «Бостон» обыграл «Торонто» в семи матчах, причём за 15 минут до окончания третьего периода седьмого матча, бостонцы проигрывали со счётом 1—4. Во втором раунде «Брюинз» преодолели сопротивление Нью-Йорк Рейнджерс в пяти встречах. В финале Восточной конференции, «Бостон» встречался с «Питтсбургом» и обыграл его в четырёх матчах, пропустив всего две шайбы за всю серию.

## Арены
| Чикаго              | Юнайтед-центр ТД-гарденАрены финала Кубка Стэнли 2013 | Бостон              |
| Юнайтед-центр       | Юнайтед-центр ТД-гарденАрены финала Кубка Стэнли 2013 | ТД-гарден           |
| Вместимость: 19 717 | Юнайтед-центр ТД-гарденАрены финала Кубка Стэнли 2013 | Вместимость: 17 565 |
|                     | Юнайтед-центр ТД-гарденАрены финала Кубка Стэнли 2013 |                     |

## Чикаго Блэкхокс (1) — Бостон Брюинз (4)
Североамериканское восточное время (UTC-4).

### Игра № 1
| 12 июня 2013 20:00 | Чикаго Блэкхокс | 4:3 (3ОТ) (0:1, 1:1, 2:1, 0:0, 0:0, 1:0) | Бостон Брюинз | Юнайтед-центр, Чикаго Зрителей: 22 110 |

| Отчёт | Отчёт                       | Отчёт                                                                                      | Отчёт       | Отчёт                        |
| --- | --------------------------- | ------------------------------------------------------------------------------------------ | ----------- | ---------------------------- |
| |                             |                                                                                            |             |                              |
| | Кори Кроуфорд               | Вратари                                                                                    | Туукка Раск | Судьи: Брэд Уотсон Крис Руни |
| | Голы:                       |                                                                                            |             | Судьи: Брэд Уотсон Крис Руни |
| Саад (Хосса) — 23:08 Болланд (Шоу) — 48:00 Одуйя (Крюгер, Фролик) — 52:14 Шоу (Болланд, Розсивал) — 112:08 | 0:1 0:2 1:2 1:3 2:3 3:3 4:3 | 13:11 — Лючич (Хортон, Крейчи) 20:51 — Лючич (Крейчи) 46:09 — Бержерон (Сегин, Лючич) бол. |             | Судьи: Брэд Уотсон Крис Руни |
| |                             |                                                                                            |             | Судьи: Брэд Уотсон Крис Руни |
| |                             |                                                                                            |             | Судьи: Брэд Уотсон Крис Руни |
| |                             |                                                                                            |             | Судьи: Брэд Уотсон Крис Руни |
| 6 мин | Штраф                       | 6 мин                                                                                      |             | Судьи: Брэд Уотсон Крис Руни |
| |                             |                                                                                            |             |                              |
| | 63                          | Броски                                                                                     | 54          |                              |

Гости открыли счёт в середине первого периода, когда нападающий Милан Лючич замкнул передачу Натана Хортона. Во втором периоде, Лючич удвоил преимущество «Медведей», оформив дубль. Через две минуты Брэндон Саад сократил счёт до минимального. В третьем периоде «Брюинз» снова восстановили преимущество в две шайбы, реализовав «лишнего». «Ястребы» смогли сравнять счёт усилиями Болланда и Одуйи, и игра перешла в дополнительное время. Победная шайба была забита хозяевами в третьем овертайме. После броска Розсивала, шайба попадает в Болланда, а потом в Эндрю Шоу, после чего залетает в ворота Раска. Этот матч стал пятым по продолжительности среди финальных матчей в истории НХЛ.
Счёт в серии: 1—0 в пользу «Чикаго».

### Игра № 2
| 15 июня 2013 20:00 | Чикаго Блэкхокс | 1:2 (OT) (1:0, 0:1, 0:0, 0:1) | Бостон Брюинз | Юнайтед-центр, Чикаго Зрителей: 22 154 |

| Отчёт                        | Отчёт         | Отчёт                                     | Отчёт       | Отчёт                             |
| ---------------------------- | ------------- | ----------------------------------------- | ----------- | --------------------------------- |
|                              |               |                                           |             |                                   |
|                              | Кори Кроуфорд | Вратари                                   | Туукка Раск | Судьи: Дэн О'Хэллоран Уэс Макколи |
|                              | Голы:         |                                           |             | Судьи: Дэн О'Хэллоран Уэс Макколи |
| Шарп (Кейн, Гандзуш) — 11:22 | 1:0 1:1 1:2   | 34:58 — Келли (Пайе) 73:48 — Пайе (Сегин) |             | Судьи: Дэн О'Хэллоран Уэс Макколи |
|                              |               |                                           |             | Судьи: Дэн О'Хэллоран Уэс Макколи |
|                              |               |                                           |             | Судьи: Дэн О'Хэллоран Уэс Макколи |
|                              |               |                                           |             | Судьи: Дэн О'Хэллоран Уэс Макколи |
| 4 мин                        | Штраф         | 6 мин                                     |             | Судьи: Дэн О'Хэллоран Уэс Макколи |
|                              |               |                                           |             |                                   |
|                              | 34            | Броски                                    | 28          |                                   |

Счёт в матче был открыт в середине первого периода благодаря голу Патрика Шарпа. Бостонцы отыгрались во втором периоде, после чего шайб в основное время зрители больше не увидели. Исход матча решил Даниэль Пайе, который воспользовался передачей Тайлера Сегина и забил гол в овертайме.
Счёт в серии: ничья, 1—1.

### Игра № 3
| 17 июня 2013 20:00 | Бостон Брюинз | 2:0 (0:0, 2:0, 0:0) | Чикаго Блэкхокс | ТД-гарден, Бостон Зрителей: 17 565 |

| Отчёт                                                         | Отчёт       | Отчёт   | Отчёт         | Отчёт                        |
| ------------------------------------------------------------- | ----------- | ------- | ------------- | ---------------------------- |
|                                                               |             |         |               |                              |
|                                                               | Туукка Раск | Вратари | Кори Кроуфорд | Судьи: Брэд Уотсон Крис Руни |
|                                                               | Голы:       |         |               | Судьи: Брэд Уотсон Крис Руни |
| Пайе (Келли, Сегин) — 22:13 Бержерон (Ягр, Хара) бол. — 34:05 | 1:0 2:0     |         |               | Судьи: Брэд Уотсон Крис Руни |
|                                                               |             |         |               | Судьи: Брэд Уотсон Крис Руни |
|                                                               |             |         |               | Судьи: Брэд Уотсон Крис Руни |
|                                                               |             |         |               | Судьи: Брэд Уотсон Крис Руни |
| 17 мин                                                        | Штраф       | 15 мин  |               | Судьи: Брэд Уотсон Крис Руни |
|                                                               |             |         |               |                              |
|                                                               | 35          | Броски  | 28            |                              |

На тренировке перед матчем форвард «Чикаго» Мариан Хосса получил травму, которого в стартовом составе заменил Бен Смит. Матч закончился «сухой» победой «Брюинз» 2:0. Оба гола были забиты во втором периоде. Сначала отличился Даниэль Пайе, а ближе к концовке периода гол в большинстве забил Патрис Бержерон.
Счёт в серии: 2—1 в пользу «Бостона».

### Игра № 4
| 19 июня 2013 20:00 | Бостон Брюинз | 5:6 (OT) (1:1, 2:3, 2:1, 0:1) | Чикаго Блэкхокс | ТД-гарден, Бостон Зрителей: 17 565 |

| Отчёт | Отчёт                                       | Отчёт | Отчёт         | Отчёт                             |
| --- | ------------------------------------------- | --- | ------------- | --------------------------------- |
| |                                             | |               |                                   |
| | Туукка Раск                                 | Вратари | Кори Кроуфорд | Судьи: Дэн О'Хэллоран Уэс Макколи |
| | Голы:                                       | |               | Судьи: Дэн О'Хэллоран Уэс Макколи |
| Певерли (Ференс) бол. — 14:43 Лючич (Хара) — 34:43 Бержерон (Хара, Ягр) бол. — 37:22 Бержерон (Ягр) — 42:05 Бойчак (Хортон, Крейчи) — 52:14 | 0:1 1:1 1:2 1:3 2:3 2:4 3:4 4:4 4:5 5:5 5:6 | 06:48 — Гандзуш (Саад) мен. 26:33 — Тэйвз (Розсивал) 28:41 — Кейн (Бикелл, Розсивал) 35:32 — Крюгер (Флорик, Болланд) 51:19 — Шарп (Хосса, Кит) бол. 69:51 — Сибрук (Бикелл, Кейн) |               | Судьи: Дэн О'Хэллоран Уэс Макколи |
| |                                             | |               | Судьи: Дэн О'Хэллоран Уэс Макколи |
| |                                             | |               | Судьи: Дэн О'Хэллоран Уэс Макколи |
| |                                             | |               | Судьи: Дэн О'Хэллоран Уэс Макколи |
| 10 мин | Штраф                                       | 12 мин |               | Судьи: Дэн О'Хэллоран Уэс Макколи |
| |                                             | |               |                                   |
| | 33                                          | Броски | 47            |                                   |

В упорном и результативном матче «Чикаго» удалось добиться победы в овертайме 6:5. «Блэкхокс» трижды выходили вперёд в счёте, но «Бостону» удавалось отыграться. В середине овертайма, победную точку поставил Брент Сибрук. 
Счёт в серии: ничья, 2—2.

### Игра № 5
| 22 июня 2013 20:00 | Чикаго Блэкхокс | 3:1 (1:0, 1:0, 1:1) | Бостон Брюинз | Юнайтед-центр, Чикаго Зрителей: 22 274 |

| Отчёт                                                                                  | Отчёт           | Отчёт                        | Отчёт       | Отчёт                        |
| -------------------------------------------------------------------------------------- | --------------- | ---------------------------- | ----------- | ---------------------------- |
|                                                                                        |                 |                              |             |                              |
|                                                                                        | Кори Кроуфорд   | Вратари                      | Туукка Раск | Судьи: Брэд Уотсон Крис Руни |
|                                                                                        | Голы:           |                              |             | Судьи: Брэд Уотсон Крис Руни |
| Кейн (Одуйя, Тэйвз) — 17:27 Кейн (Бикелл, Тэйвз) — 25:13 Болланд (Фролик) п.в. — 59:46 | 1:0 2:0 2:1 3:1 | 43:40 — Хара (Крейчи, Лючич) |             | Судьи: Брэд Уотсон Крис Руни |
|                                                                                        |                 |                              |             | Судьи: Брэд Уотсон Крис Руни |
|                                                                                        |                 |                              |             | Судьи: Брэд Уотсон Крис Руни |
|                                                                                        |                 |                              |             | Судьи: Брэд Уотсон Крис Руни |
| 4 мин                                                                                  | Штраф           | 8 мин                        |             | Судьи: Брэд Уотсон Крис Руни |
|                                                                                        |                 |                              |             |                              |
|                                                                                        | 32              | Броски                       | 25          |                              |

В концовке первого периода «Чикаго» вышло вперёд, благодаря голу Кейна. Во втором периоде всё тот же Кейн удваивает счёт. В третьем периоде, «Бостон» смог сократить отставание в счёте до минимума, однако пропустив гол в пустые ворота, «Медведи» проиграли матч 1:3. По ходу встречи травмы получили: «бостонец» Патрис Бержерон и капитан «Чикаго» Джонатан Тэйвз.
Счёт в серии: 3—2 в пользу «Чикаго».

### Игра № 6
| 24 июня 2013 20:00 | Бостон Брюинз | 2:3 (1:0, 0:1, 1:2) | Чикаго Блэкхокс | ТД-гарден, Бостон Зрителей: 17 565 |

| Отчёт                                              | Отчёт               | Отчёт                                                                     | Отчёт         | Отчёт                             |
| -------------------------------------------------- | ------------------- | ------------------------------------------------------------------------- | ------------- | --------------------------------- |
|                                                    |                     |                                                                           |               |                                   |
|                                                    | Туукка Раск         | Вратари                                                                   | Кори Кроуфорд | Судьи: Дэн О'Хэллоран Уэс Макколи |
|                                                    | Голы:               |                                                                           |               | Судьи: Дэн О'Хэллоран Уэс Макколи |
| Келли (Сегин, Пайе) — 07:19 Лючич (Крейчи) — 52:11 | 1:0 1:1 2:1 2:2 2:3 | 24:24 — Тэйвз 58:44 — Бикелл (Тэйвз, Кит) 59:09 — Болланд (Одуйя, Крюгер) |               | Судьи: Дэн О'Хэллоран Уэс Макколи |
|                                                    |                     |                                                                           |               | Судьи: Дэн О'Хэллоран Уэс Макколи |
|                                                    |                     |                                                                           |               | Судьи: Дэн О'Хэллоран Уэс Макколи |
|                                                    |                     |                                                                           |               | Судьи: Дэн О'Хэллоран Уэс Макколи |
| 4 мин                                              | Штраф               | 8 мин                                                                     |               | Судьи: Дэн О'Хэллоран Уэс Макколи |
|                                                    |                     |                                                                           |               |                                   |
|                                                    | 25                  | Броски                                                                    | 31            |                                   |

Счёт в матче был открыт в первом периоде, отличиться удалось «медведю» Крису Келли. Тэйвз смог сравнять счёт во втором периоде. В середине третьего периода Лючич воспользовался передачей Крейчи и снова вывел вперёд команду хозяев. За 1:16 до финальной сирены, гости, сняв вратаря, сравняли счёт усилиями Бикелла. Через 17 секунд после броска Джонни Одуйи от синей линии, Дэйв Болланд добил шайбу в ворота Раска и вывел свою команду вперёд. Хозяева попытались организовать финальный штурм, заменив голкипера на шестого полевого игрока, однако им так и не удалось отыграться. В итоге «Блэкхокс» одержали победу в матче 3—2, а с ней и в серии 4—2, и выиграли свой пятый Кубок Стэнли в истории.
Итог серии: победа «Чикаго» 4—2.
| Обладатель Кубка Стэнли 2013 |
| ---------------------------- |
| Чикаго Блэкхокс пятый титул  |

## Составы

### Чикаго Блэкхокс
| Вратари    |               |                    |                   |
| Номер      | Страна        | Имя                | Дата рождения     |
| 30         | Флаг Канады   | Рэй Эмери          | 28 сентября, 1982 |
| 50         | Флаг Канады   | Кори Кроуфорд      | 21 декабря, 1984  |
| Защитники  |               |                    |                   |
| Номер      | Страна        | Имя                | Дата рождения     |
| 2          | Флаг Канады   | Данкан Кит         | 16 июля, 1983     |
| 4          | Флаг Швеции   | Никлас Хьялмарссон | 6 июня, 1987      |
| 7          | Флаг Канады   | Брент Сибрук       | 20 апреля, 1985   |
| 8          | Флаг США      | Ник Ледди          | 20 марта, 1991    |
| 17         | Флаг Канады   | Шелдон Брукбэнк    | 1 октября, 1980   |
| 27         | Флаг Швеции   | Джонни Одуйя       | 1 октября, 1981   |
| 32         | Флаг Чехии    | Михал Розсивал     | 3 сентября, 1978  |
| Нападающие |               |                    |                   |
| Номер      | Страна        | Имя                | Дата рождения     |
| 10         | Флаг Канады   | Патрик Шарп        | 27 декабря, 1981  |
| 16         | Флаг Швеции   | Маркус Крюгер      | 27 мая, 1990      |
| 19         | Флаг Канады   | Джонатан Тэйвз — К | 29 апреля, 1988   |
| 20         | Флаг США      | Брэндон Саад       | 27 октября, 1992  |
| 25         | Флаг Швеции   | Виктор Сталберг    | 17 января, 1986   |
| 26         | Флаг Словакии | Михал Гандзуш      | 11 марта, 1977    |
| 28         | Флаг США      | Бен Смит           | 11 июля, 1988     |
| 29         | Флаг Канады   | Брайан Бикелл      | 9 марта, 1986     |
| 36         | Флаг Канады   | Дэйв Болланд       | 5 июня, 1986      |
| 52         | Флаг США      | Брэндон Боллиг     | 31 января, 1987   |
| 65         | Флаг Канады   | Эндрю Шоу          | 20 июля, 1991     |
| 67         | Флаг Чехии    | Михал Фролик       | 17 февраля, 1988  |
| 81         | Флаг Словакии | Мариан Госса       | 12 января, 1979   |
| 88         | Флаг США      | Патрик Кейн        | 19 ноября, 1988   |

### Бостон Брюинз
| Вратари    |                |                    |                  |
| Номер      | Страна         | Имя                | Дата рождения    |
| 35         | Флаг России    | Антон Худобин      | 7 мая, 1986      |
| 40         | Флаг Финляндии | Туукка Раск        | 10 марта, 1987   |
| Защитники  |                |                    |                  |
| Номер      | Страна         | Имя                | Дата рождения    |
| 21         | Флаг Канады    | Эндрю Ференс       | 17 марта, 1979   |
| 27         | Флаг Канады    | Дуги Хэмилтон      | 17 июня, 1993    |
| 33         | Флаг Словакии  | Здено Хара — К     | 18 марта, 1977   |
| 43         | Флаг США       | Мэтт Бартковски    | 4 июня, 1988     |
| 44         | Флаг Германии  | Деннис Зайденберг  | 18 июля, 1981    |
| 47         | Флаг США       | Тори Круг          | 12 апреля, 1991  |
| 54         | Флаг Канады    | Адам Маккуэйд      | 12 октября, 1986 |
| 55         | Флаг Канады    | Джонни Бойчак      | 19 января, 1984  |
| Нападающие |                |                    |                  |
| Номер      | Страна         | Имя                | Дата рождения    |
| 11         | Флаг Канады    | Грегори Кэмпбелл   | 17 декабря, 1983 |
| 16         | Флаг Латвии    | Каспарс Даугавиньш | 18 мая, 1988     |
| 17         | Флаг Канады    | Милан Лючич        | 7 июня, 1988     |
| 18         | Флаг Канады    | Натан Хортон       | 29 мая, 1985     |
| 19         | Флаг Канады    | Тайлер Сегин       | 31 января, 1992  |
| 20         | Флаг Канады    | Даниэль Пайе       | 15 апреля, 1984  |
| 22         | Флаг Канады    | Шон Торнтон        | 23 июля, 1977    |
| 23         | Флаг Канады    | Крис Келли         | 11 ноября, 1980  |
| 34         | Флаг Швеции    | Карл Содерберг     | 12 октября, 1985 |
| 37         | Флаг Канады    | Патрис Бержерон    | 24 июля, 1985    |
| 46         | Флаг Чехии     | Давид Крейчи       | 28 апреля, 1986  |
| 49         | Флаг Канады    | Рич Певерли        | 8 июля, 1982     |
| 63         | Флаг Канады    | Брэд Маршан        | 11 мая, 1988     |
| 68         | Флаг Чехии     | Яромир Ягр         | 15 февраля, 1972 |